# Zach McDonald
Zach McDonald , né le 13 février 1991, est un coureur cycliste américain, spécialiste du cyclo-cross. Il participe en 2014 aux championnats du monde de cyclo-cross avec la sélection américaine.

## Palmarès
- 2006-2007
  - 2e du championnat des États-Unis de cyclo-cross juniors
- 2007-2008
  -  Champion des États-Unis de cyclo-cross juniors
- 2009-2010
  - 2e du championnat des États-Unis de cyclo-cross espoirs
- 2011-2012
  -  Champion des États-Unis de cyclo-cross espoirs
  - Cyclo-cross de Providence
- 2012-2013
  - NEPCX #4 - Providence Cyclo-cross Festival 2, Providence
  - 2e du championnat des États-Unis de cyclo-cross'
- 2013-2014
  - Kingsport Cyclo-cross Cup, Kingsport
  - Cyclo-cross de Tokyo
- 2014-2015
  - Resolution' Cross Cup (1), Dallas
  - Resolution' Cross Cup (2), Dallas
- 2015-2016
  - Rapha Nobeyama Supercross #2, Minamimaki